# Духановка (Речицкий район)
Духа́новка (бел. Духанаўка) — деревня в Вышемирском сельсовете Речицкого района Гомельской области Белоруссии.

## География

### Расположение
В 34 км на юг от районного центра и железнодорожной станции Речица (на линии Гомель — Калинковичи), 84 км от Гомеля.

### Гидрография
На востоке мелиоративный канал.

## Транспортная сеть
Транспортные связи по просёлочной, затем автомобильной дороге Хойники — Речица. Планировка состоит из прямолинейной улицы, ориентированной с юго-востока на северо-запад и застроенной деревянными усадьбами.

## История
По письменным источникам известна с XIX века как селение в Речицком уезде Минской губернии. Наиболее активная застройка приходится на 1920-е годы. В 1931 году организован колхоз «XIII Октябрь», работали кузница и шерстечесальня. Во время Великой Отечественной войны 28 января 1943 года оккупанты расстреляли 44 жителя (похоронены в могиле жертв фашизма на юго-восточной окраине). В июне 1943 года каратели полностью сожгли деревню и убили 42 жителей. В боях около деревни погибли 32 советских солдата (похоронены в братской могиле, в 0,1 км на юго-восток от деревни). 17 жителей погибли на фронте. Согласно переписи 1959 года в составе колхоза имени XXII съезда КПСС (центр — деревня Вышемир).

## Население

### Численность
- 2004 год — 40 хозяйств, 74 жителя.

### Динамика
- 1930 год — 38 дворов, 216 жителей.
- 1940 год — 54 двора, 295 жителей.
- 1959 год — 214 жителей (согласно переписи).
- 2004 год — 40 хозяйств, 74 жителя.